# Bettendorf, Haut-Rhin
Bettendorf là một xã thuộc tỉnh Haut-Rhin trong vùng Grand Est, đồng bắc Pháp. Xã này có diện tích 4,73 km², dân số năm 1999 là 474 người. Khu vực này có độ cao trung bình 331 mét trên mực nước biển.